# Pseudogarypus hesperus
Espèce
Pseudogarypus hesperus est une espèce de pseudoscorpions de la famille des Pseudogarypidae.

## Distribution
Cette espèce est endémique des États-Unis. Elle se rencontre au Washington et en Oregon.

## Description
Les mâles mesurent de 2,32 à 2,66 mm et les femelles de 2,40 à 2,85 mm.

## Publication originale
- Chamberlin, 1931 : The arachnid order Chelonethida. Stanford University Publications, Biological Sciences, vol. 7, no 1, p. 1-284.